# Беверли Шорс (Индијана)
Беверли Шорс (енгл. Beverly Shores) град је у америчкој савезној држави Индијана.

## Демографија
По попису из 2010. године број становника је 613, што је 95 (-13,4%) становника мање него 2000. године.
| Група             | 2000.       | 2010.       |
| Белци             | 690 (97,5%) | 580 (94,6%) |
| Афроамериканци    | 5 (0,7%)    | 8 (1,3%)    |
| Азијати           | 3 (0,4%)    | 2 (0,3%)    |
| Хиспаноамериканци | 2 (0,3%)    | 17 (2,8%)   |
| Укупно            | 708         | 613         |